# Swansea (Carolina del Sud)
Swansea è un comune degli Stati Uniti d'America, situato in Carolina del Sud, nella Contea di Lexington.